# Caravana española
Caravana española es el cuarto álbum de estudio de la banda de rock andaluza Medina Azahara, publicado en 1987 por Tuboescape Records.

## Detalles
"Caravana española" marcó el regreso discográfico del grupo tras casi cinco años de inactividad.
Fue el único álbum grabado con el teclista Antonio Fernández, que entró en la banda tras la marcha de Pablo Rabadán por discrepancias personales con el guitarrista Miguel Galán. 
Pablo Rabadán acabaría regresando a la formación tras la salida de este.
El disco marcó una disminución en las ventas y la popularidad de la banda, debido principalmente al declive en la popularidad del rock andaluz.
Este trabajo fue reeditado en CD por el sello madrileño Avispa, en los años 90s.
Una versión remasterizada de 2011 titulada "Navajas de cartón" se publicó para descarga digital.
La canción que da título al álbum está basada en la canción del grupo estadounidense The Doors «Spanish Caravan», que a su vez se inspiraron en Asturias (Leyenda), de Isaac Albéniz.

## Lista de canciones
1. "Qué Difícil Es Soñar" - 3:42
2. "Estoy Perdido" - 4:34
3. "¡Ya No Queda Nada!" - 3:34
4. "El Soldado" - 4:21
5. "Navajas de Cartón" - 3:35
6. "¿Cuando Llegará Ese Día?" - 4:50
7. "Por un Poco de Amor" - 2:50
8. "Caravana Española" - 4:11

## Créditos
- Manuel Martínez - voz
- Miguel Galán - guitarras
- Randy López - bajo
- José A. Molina - batería
- Antonio Fernández - teclados